# Castillo de Freundsberg
El castillo de Freundsberg es un fortín situado en Tirol, Austria, edificado en 1150 por los señores de Freundsberg.
Se construyó en el año de 1150 por los señores de Freundsberg. Originalmente el castillo constaba de una sola torre del homenaje, que todavía está intacta. La capilla junto a ella se construyó después del año 1117. En 1467, el castillo fue vendido al Archiduque Segismundo de Austria, que reconstruyó el castillo y lo llamó Sigismundruh para la duración de su reinado.

## Reformas
Desde 1634 hasta 1637 en adelante, al castillo se le añadió una "iglesia del castillo" o Schlosskirche. (No debe confundirse con la Iglesia de Todos los Santos, Wittenberg, que también se conoce como Schlosskirche). Después de pasar a otros propietarios en 1812, el castillo se convirtió en Freundsberg, una propiedad del municipio de Schwaz.
Desde 1948, el castillo es también un museo donde se documenta la historia de la ciudad de Schwaz y la industria de la minería de plata en esta región.